# Parvanachis ostreicola
Parvanachis ostreicola is een slakkensoort uit de familie van de Columbellidae. De wetenschappelijke naam van de soort is voor het eerst geldig gepubliceerd in 1882 door Sowerby III.